# Федерація водного поло України
Федерація водного поло України — всеукраїнська громадська організація, яка ставить за мету розвиток водного поло в Україні, проводить офіційні змагання з цього виду спорту, є афілійованим членом FINA та LEN — Міжнародної федерації плавання та Європейської федерації плавання, співпрацює з Національним олімпійським комітетом та з іншими українськими та міжнародними спортивними організаціями. У своїй діяльності керується Статутом, остання редакція якого була прийнята 13 березня 2020 року. Федерацію водного поло України було офіційно зареєстровано 8 липня 2005 року. Станом на листопад 2021 року юридична адреса ФВПУ м. Київ, вул. Фролівська буд. 3/34, офіс 21-22, поштова адреса м. Київ, вул. Драгомирова Михайла, 7, 169 «А».

## Історія водного поло в Україні
Водне поло, як самостійний вид спорту, розвивається в Україні понад 100 років. Ймовірно, що першим центром розвитку водного поло в Україні був Харків — відомо, що вже у 1908-1910 році харківські спортсмени брали участь в загальноросійських змаганнях, однак документальних підтверджень цього факту не залишилось.
26 липня 1914 року у Львові на Пелчинських ставах відбулись змагання з водного поло за участю спортсменів львівського спортклубу «Погонь» — стаття про цей матч вийшла у газеті «Кур’єр Львовский» від 27 липня 1914 року. Однак подальший розвиток водного поло у Львові затримався через початок Першої світової війни.
У міжвоєнні роки в УРСР розвиток водного поло поновився у Харкові, зокрема ентузіастом його розвитку був викладач ДІФКУ Іван Вікторович Вржесневський, який після закінчення війни був ректором цього інституту. В останній передвоєнній першості СССР харківські ватерполісти перемогли у 2-й групі. Водночас у першості Києва змагалось 34 ватерпольні команди. З 1938 року київський «Водник» брав участь у чемпіонатах СРСР.
У повоєнні роки основними центрами розвитку водного поло в Україні стали Київ, Харків, Львів та Ужгород, зокрема у Києві було відновлено команди «Наука», «Водник», «Динамо», «Спартак», «Більшовик», «СКІФ», у Львові «Динамо» та «Спартак», у Харкові – «Динамо». Серйозно про себе українські ватерполісти заявили у 1974 та 1975 роках, коли вперше у своїй історії здобули бронзові медалі першості СРСР, а у 1976 – срібні, у 1977 році – бронзові. Найбільшим успіхом у цей період стала перемога київського «Динамо» у розіграші Кубка СРСР у 1980 році. Львівське "Динамо" у 1989 та 1991 роках вибороло бронзові медалі першості СРСР а також двічі було фіналістом Кубку СРСР.

### Історія водного поло у роки незалежності України
Проголощення незалежності України відкрило новий етап у розвитку водного поло в Україні. У 1991 році українські клуби перервали свої виступи в останньому чемпіонаті СРСР, який проходив у Києві. Навесні 1992 року відбувся короткий перехідний чемпіонат України за участю семи команд: київське та львівське «Динамо», «Локомотив» Харків, збірна Маріуполя, «Поліграфіст» Львів, команда Чорноморського морського флоту із Севастополя. Восени 1992 року розпочався ІІ чемпіонат України, який проходив за системою осінь-весна. Також у 1992 році були започатковані чемпіонати України серед жінок, юнаків всіх вікових категорій та кубкові змагання. Тоді ж було засновано Федерацію водного поло України, яка до 2005 року діяла без офіційної реєстрації.
Від самого початку всі ватерпольні команди України були розділені на дві ліги: вищу та першу, а починаючи з сезону 2017-2018 року відбувся поділ на суперлігу та вищу лігу.
Починаючи з 2021 року усі матчі українських ватерпольних команд відбуваються у режимі он-лайн трансляції. У жовтні 2021 року ФВПУ одним із своїх пріоритетів назвала розвиток дитячого водного поло.
28 листопада 2021 року чоловіча збірна України вперше у своїй історії стала переможцем Ліги націй — турнір проходив у Чехії.

## Видатні українські ватерполісти

### Тренери
- Авдеєв Михайло Михайлович (1931 р.н.), Заслужений тренер СРСР
- Бойко Олександр Юрійович (1942 р.н.), Заслужений тренер СРСР
- Войтович Олександр Михайлович (Заслужений тренер України)
- Гайдаєнко Юрій Михайлович (29 листопада 1949 – 6 вересня 2018), заслужений тренер України
- Дрозін Юрій Миколайович (м. Севастополь), заслужений тренер України, (також чемпіон Європи як гравець)
- Зінкевич Ігор Ілліч (23 березня 1958) (Збірна України, «Динамо» Львів, тренер)
- Кофнер Матвій («Динамо» Львів, тренер), Заслужений тренер СРСР
- Мартинчик Вадим (10 січня 1934 – 1 вересня 2010) («Динамо» Львів, тренер), Заслужений тренер СРСР
- Обідінський Олександр, заслужений тренер України
- Пінський Геннадій Наумович (1932-2017) («Динамо» Львів, тренер), Заслужений тренер СРСР
- Смеркус Євгеній Давидович, заслужений тренер України
- Смагоринський Давид, заслужений тренер СРСР (Київ) – перший тренер Олексія Баркалова[7][8][9][10][11]

### Гравці

Олексій Баркалов — найвидатніший український ватерполіст усіх часів

- Баркалов Олексій Степанович (18 лютого 1946 — 9 вересня 2004) (м. Харків) Олімпійський чемпіон 1972 та 1980. У 1993 році введений до Міжнародної Зали Слави плавання, у 1993 році включений у книгу рекордів Гіннеса як гравець, що зіграв 412 матчів за збірну СРСР.
- Белофастов Андрій Володимирович (2 жовтня 1969) (м. Київ) бронзовий призер Олімпіади 1992 року (Барселона)
- Берендюга Віктор (27 січня 1962) («Динамо» Львів, бронза Олімпіади в Сеулі-1988)
- Жмудський Вадим (Володимир), (23 січня 1947) («Динамо» Львів, олімпійський чемпіон Мюнхен-1972)
- Захаров Олександр Сергійович (3 квітня 1954) (м. Київ) чемпіон світу 1975 р.
- Коваленко Андрій Володимирович (6 листопада 1970) (м. Київ) бронзовий призер Олімпіади-1992
- Котенко Сергій (2 грудня 1956) чемпіон світу 1975, 1982, чемпіон Європи (1966, 1970, 1983, 1985, 1987) — все у складі збірної СРСР
- Нікіфоров Сергій (Динамо, Київ) володар Кубку світу
- Прокопчук Павло Ярославович (22 вересня 1961) (Динамо, Київ) володар Кубку світу-1983, чемпіон Європи 1983, 1985
- Рожков Віталій Борисович (14 грудня 1954) (м. Харків), чемпіон світу-1975, срібний призер чемпіонату світу 1973
- Сидорович Юрій (13 квітня 1963) чемпіон світу серед юніорів-1981
- Смирнов Микола (27 лютого 1961) («Динамо» Львів, бронза Олімпіада в Сеулі-1988)
- Старостенко Анатолій (м. Маріуполь)
- Степанов Михайло (м. Київ)
- Стратан Дмитро Іванович (24 січня 1975) (вихованець «Динамо» Львів, призер Олімпіади Сідней-2000 та Афіни-2004 у складі збірної Росії)
- Харін Сергій (17 листопада 1963 — 2 вересня 2011) чемпіон світу серед юніорів-1982

## Керівництво ФВПУ
Президентом ФВПУ 17 червня 2021 року став Олександр Юрійович Свіщов, який також залишається президентом ВК «Динамо», Львів. Тоді ж Олександр Кучеренко, який був головою ФВПУ з 2000 року, став почесним президентом організації.

Засновниками Федерації водного поло України є Валерій Петрович Дорофеєв (суддя національної категорії) та Володимир Іванович Висотін, а першим президентом у 1993 році був Вадим Миколайович Чернов (проректор Львівського державного інституту фізкультури). У 1997 – 1999 роках президентом Федерації був Олексій Баркалов. Також керівниками Федерації у різні роки були Олександр Коваль, Йосип Федорович Зємцов, Олександр Георгійович Кучеренко.

## Програма та статут
У своїй діяльності ФВПУ керується власною програмою та статутом а також настановами FINA та LEN, співпрацює з Національним олімпійським комітетом. Основними завданнями ФВПУ є розвиток водного поло як виду спорту, проведення змагань на всіх рівнях – від міжнародного до регіонального у всіх вікових категоріях, проведення зборів національних збірних, суддівство змагань, розробка календаря змагань та узгодження графіку національних змагань з міжнародними, профілактика використання допінгу, запобіганням зловживанням у цьому виді спорту, тощо.

## Регіональні організації та центри розвитку водного поло
- Донецька обласна федерація
- Дніпропетровська обласна федерація водного поло
- Закарпатська обласна федерація
- Київська міська федерація водного поло
- Київська обласна федерація водного поло
- Львівська міська федерація
- Львівська обласна федерація
- Маріупольська міська федерація
- Одеська обласна федерація водного поло
- Харківська обласна федерація

Окрім того школи водного поло є в Харкові, хоча там не зареєстровано чи відкрито обласну чи міську федерацію.

## Українські ватерпольні клуби
Станом на листопад 2021 року в Україні є ватерпольні клуби:

### Суперліга
- «Динамо», Львів
- Збірна Харківської області
- ВК «Маріуполь»
- НТУ ХПІ м. Харків

### Вища ліга
- ДЮСШ N21 м. Київ
- ДЮСШ ім. Анатолія Дідуха (кол. ДЮСШ N3) м. Львів
- Збірна Харківської області-1
- КЗ ЛОР Львівський фаховий коледж спорту (кол. КЗ ЛОР «ЛУФК»)
- «Динамо» м. Ужгород
- «ДНУ-Дніпро» — збірна Дніпропетровської області
- Збірна м. Києва
- Збірна Харківської області-2
- «Меотіда» м. Маріуполь

### Жіночі команди
- Збірна Харківської області – ШВСМ «Політехнік»
- Збірна міста Києва
- Збірна Донецької області
- «ДНУ-Дніпро» — збірна Дніпропетровської області

У попередніх чемпіонатах склад та кількість команд мінялась, також у чемпіонаті України брали участь команди Казахстану, Молдови, Грузії, Білорусі.

## Змагання, які відбуваються під егідою ФВПУ
Змагання, які відбуваються в Україні з водного поло під егідою ФВПУ проводяться серед усіх вікових груп, включаючи чоловічі та жіночі змагання. Національні чемпіонати України у всіх вікових групах мають статус відкритих, що передбачає можливість участі у них іноземних команд.
- Відкритий чемпіонат України серед чоловіків (проводяться починаючи з 1991 року). Загалом бере участь 13 команд поділених на Суперлігу (4 команди) та вищу лігу (9 команд).
- Чемпіонат України серед жінок (19-й станом на 2020 рік) – 4 команди у вищій лізі
- Кубок України з водного поло (чоловіки)
- Кубок України з водного поло (жінки)

Відкриті чемпіонати серед юніорів та юнаків за такими віковими категоріями: U- 15, U- 17, U- 19.

## Ватерпольні збірні України
- Чоловіча збірна України
- Жіноча збірна України
- Чоловіча збірна України (юнаки)
- Жіноча збірна України (дівчата)
- Чоловіча збірна України (юніори)
- Жіноча збірна України (юніорки)

Національні збірні України виступають у Чемпіонаті Європи з водного поло та турнірах Ліги Чемпіонів та Чемпіонатах світу.

## ФВПУ у соціальних мережах
- https://www.facebook.com/waterpoloukraine
- https://youtube.com/channel/UC26XXMHfUvgk_kCtCrlwljQ
- https://www.facebook.com/waterpoloukraine/
- https://instagram.com/waterpolo.ua
- https://youtube.com/channel/UC26XXMHfUvgk_kCtCrlwljQ

офіційна сторінка ФВПУ в інтернеті: